# Alto del Carmen
Alto del Carmen este o comună din provincia Huasco, regiunea Atacama, Chile, cu o populație de 5.034 locuitori (2012) și o suprafață de 5938,7 km2.